# Riccardo Redi
Riccardo Redi (Padova, ...) è uno storico del cinema italiano.

## Biografia
Nato a Padova, giornalista e scrittore, dal 1981 al 2001 ha curato la redazione della rivista Immagine. Note di Storia del Cinema, pubblicata dall'Associazione italiana per le ricerche di storia del cinema (AIRSC). Per oltre un decennio, è inoltre stato saggista e storico del cinema per Marsilio. Ha collaborato con istituzioni cinematografiche, tra le quali: la Mostra del Nuovo Cinema, curando le retrospettive, la Mostra di Venezia, e la Cineteca Nazionale.

## Opere
- Riccardo Redi, Cinema italiano sotto il fascismo, Marsilio, 1979. ISBN 8831741772
- Riccardo Redi, Tra una film e l'altra, Marsilio, 1980. ISBN 8831743953
- Riccardo Redi, Le avventurose storie del cinema indiano, 1985, Marsilio. ISBN 9788831748070
- Adriano Aprà e Riccardo Redi (a cura di) Sole. Soggetto, sceneggiatura, note per la realizzazione, 1985, Di Giacomo.
- Riccardo Redi e Claudio Camerini, Cinecittà 1, Marsilio, 1986. ISBN 9788831748407
- Riccardo Redi, Verso il centenario Pathé, 1988, Di Giacomo
- Riccardo Redi, Cinema muto italiano, 1896-1930, 1990, Marsilio. ISBN 9788831773300
- Riccardo Redi, Ti parlerò... d'amor, Rai Eri, 1990. ISBN 9788839700520
- Riccardo Redi, La Cines. Storia di una casa di produzione italiana, CNC Edizioni, 1991.
  - Riccardo Redi, La Cines. Storia di una casa di produzione italiana, Persiani Editore, 2009. ISBN 9788896013045
- Riccardo Redi, La nascita del lungometraggio, CNC edizioni, 1992
- Riccardo Redi, Tecnologia Cinematografica. 1890-1932, Persiani Editore, 2010. ISBN 9788896013151